# デスレス
『デスレス』（DEATH LESS）は、六道神士による日本の漫画。少年画報社の青年向け漫画雑誌『ヤングキング』にて、2010年9号より連載。2011年6月20日発売の8月号より『月刊ヤングキング』（のち『月刊ヤングキングアワーズGH』に改題、同社）に移籍し、2016年2月16日発売の4月号で完結した。

## あらすじ
その日、あたし…宮森水城は一度死んだ。いや…殺された。そしてすぐに生き返った…。いや…生き返らされた。すぐにまた殺されそうになった。いや…喰われそうになった。
あたしは「なんだかわからないモノ」になった。
消えそうになったり…、「また」喰われそうになったり…、喰い返したり…、今日もまた『最低の日』更新中！

## 登場人物
宮森 水城（みやのもり みずき）
主人公。取り立てて秀でた所もないタダの女子大生（20歳）。宮森家の「養子」で血の繋がりはないが、回想シーンによると敷地内の池の端で拾われたらしい。20歳になった時点で生前贈与を受け、「本人も知らない内に」宮森家の土地所有権利者になっていた。地上げ屋の手下に刺されて死ぬはずだったがスザクの手で蘇生され、改めて時（しだ）を喰われそうになるが逆にスザクをその肉体ごと取り込んでしまい外見上は「スザク」の姿になった。
当人にはまったく自覚が無いが、取り込んだスザクを上回る能力を発揮し、フクウの「一部分」だけを切り離すなど謎の多い存在。能力を発揮する際はスザク同様額に目のような文様が浮かび上がるが、スザクのそれに比べても格段に大きい。
当初は「人間」ではなくなった自身を受け入れられずにいたが、次第に自身の能力で他者の「時」を操作すること（「既に死亡した人間」を蘇生して、当人含めて周囲の人間の運命を変えてしまうこと）に躊躇がなくなってきている。水城は「人助け」という想いで行っているものの、悪い兆候としてミカサなどはかなり危険視している。また、感情が昂ぶった際に無意識のうちに攻撃的な性格を垣間見せるようになった。謎の雲水に攫われた延寿救出で、ミカサを取り込んだ際には千里眼を通して「過去に干渉」し微妙にだが歴史を変えてしまう。
「敵」と思われる存在に支配された不空の家族・不二をムサシを取り込むことで撃退し取り押さえるが、支配を解こうと取りこんだ不二に罠が仕掛けられていた。とっさにスザクをかばうが、ミズキ自身は記憶や経験を喪失した状態で幼児化してしまった。本人に自覚はないが、結界の要をくぐることで身体に関しては徐々に回復している。実は意識内に残っていたのは残滓か影のようなもので、ミズキ自身は能力を保持した状態で1万年単位の過去に跳ばされてしまった。当時のコミュニティに潜り込んで暮らしたりしたが、神さま扱いされたり悪魔呼ばわりされたりを繰り返していくうちに精神が磨滅していき、自分が存在した未来へ辿り着く道筋をつけた上で記憶も意識も失い消えかけた状態で自身の未来であったスザクと一つになる。
スザク（朱雀）
人間から「時（しだ）」を喰って生きる存在（小鳥や武蔵は「妖怪」と認識している）。丁度よく亡くなった水城を喰らおうとしたが、逆に肉体ごと取り込まれ、水城から「許可」を得た時だけ行動できる状態となる（後に周囲に事情を知らない者がいない場合はいちいち断らなくても良くなった）。人格がスザク主体になると、髪の色が変わるなど元のスザクにより近い外見になる。
かなり長い間生き続けているためか、自分の生死に対しても非常にクレバーな性格。過去に戦った僧侶・慧来（エノキ）との約条によって「喰っても良い対象」が限定されていて、他者に害されるか事故・自殺で不幸にも死んだ者を「一旦蘇生して喰う」他、「他人の時を奪う者（人殺し）」は喰っても良いことになっている。
ただし、これは件の慧来との戦いが七日七晩に亘っても決着が着かない泥仕合となってしまったためにスザクから提案して「慧来が妥協した結果」である。
人間を遥かに上回る身体能力を持ち、自身を加速させることで時間停止に近い状態を作り出す能力を持つが、これまでカマド以外に同族とは出会うことすらなかったことと、痛いのが嫌いなため（少ない面積で時を喰うと、食った側は激痛が走る）、時の喰い合いになる同族との戦いは得意ではない。また、本人にはあまり自覚は無いが、結構自堕落で暇潰しを好むなど、かなり人間臭い性格。延寿からは「（話が通じないという意味合いでも）化け物度が低い」と言われている。実はすべての記憶を失い己を「ただの夜叉」と思い込んでいたミズキ自身だった。
慧来（エノキ）
雲水（流れの僧侶）。かつて名も持たず野放図に生きていたスザクと戦い、結果としてその生き方の骨子を与えた男。スザクの名付け主でもあり、最初の恋人となったが、不老不死を拒絶し老いて死ぬとスザクと別れる。だが「羅睺（らごう）の番衆」と名乗る人外に未来においてスザクが危難に見舞われると聞かされ、人外の操る「式」の核となっていた。
当時としてはかなり尖った思考の持ち主で、「殺人」や「盗み」など人間が忌避し禁じている行いを「みんながそうしていれば世が成り立たず面倒だから」とぶっちゃけるような人物。
カマド（竃門）
スザクの連れであり、姉妹の契りを結んでいてスザクを「姐（あね）さま」と呼ぶ。古語と現代語が混じったような言葉使いが特徴。スザク曰く「他人と争う感情が無い」と言われるほど茫洋とした性格だが、「人死の気配を臭いとして捕らえる」や「60センチメートル程の球状になる」「締め切られた建物に入り込む」などと言った特技がある。スザクと違い、かなりの時を貯め込むことが出来、「先の戦（太平洋戦争？）で相当貯めた」らしく非常時の供給源ともなる。
スザクと違い「喰う対象を限定する約条」に縛られてはいないが、時を喰うために肌を合わせると寝入ってしまう悪癖があり、単独行動だとお膳立てしただけで「未遂」で終わってしまうこともある。
スザクたちにとっては「あまり意味が無い」ことだが、食事に対して並々ならぬこだわりがあり、訪れてからそう日を置かずに宮森家の台所を占拠した。カマドの作る食事は宮森家一同は元より、マツやマチも大絶賛している。
かつては周囲の死を感知する異能をもつ人間・厭離（えんり）と呼ばれる巫女であった。何らかの仕掛けに捕らわれた末にその仕掛けが求める存在の後釜に造りかえられたが、存在の核になるほどの強さを持っていなかったため機能不全を起こした欠陥品と言うべき存在となった。その意識内には素材として取り込まれた意識が統率もされない状態で混在しており、カマドとしての行動が正気ではない原因。
鴉取、新麻呂（あとり、いまろ）
厭離の守役として侍っていた巫女。術や武芸の異能を持っていたが、仕掛けに捕らわれた厭離を「最後まで守り抜いたこと」が不測の事態の原因となった。
宮森 ミカサ（みやのもり ミカサ）
宮森家の三姉弟の長女で戸籍上は水城の養母。勘が鋭く、スザクを取り込んで姿の変わった水城を見分けた。巫女の血筋で昔は「千里眼」の異名で呼ばれていたが、本人にその気がなかったためか少々効率が悪い。乙金から提供された道具でかなり精度が上がった。後に総ての理を読み解き資格情報として捉える「千戴眼（せんざいのめ）」と呼ばれる異能であり、幼少時には「視え過ぎるために（情報過多で脳が耐えられなくなってしまう）」宮の杜の結界から出られなかったことが判明した。また、幼少時には加減の利かぬ千里眼で他者の全てを暴きたててしまう延寿以上の問題児だった。
2巻で海に行った際に緊急避難的処置で20代半ばまで若返るが、（小鳥が用意した）カマド用の水着を着ても違和感のないナイスバディの美女となる。7巻ではミズキと融合し、もっとも力の強かった年齢（10歳前後）まで若返るが、若干暴走気味だった。9巻では能力と理性が働くギリギリの年齢（10代半ば～後半）まで若返っていた。
宮森 武蔵（みやのもり むさし）
宮森家の三姉弟の長男。剣術の達者で血の気も多い性格。3巻でミカサ同様20代半ばまで若返った際には二刀流の偉丈夫となり、その剣の冴えは骸に施された『術式』その物を斬り裂く、スザク曰く「破邪の剣」であり、「鬼斬り」と呼ばれる異能のひとつ（ただし、異能そのものは剣の腕とは関係ない）。本人は姉弟が暴走した際の抑止力として自身を鍛えていた。4巻以降は無理やり若い姿のままでいさせられている。
実際には姉弟の中では一番水城に甘く、ミカサからはよく突っ込まれる。ミズキから分離し、「フク」と名付けられたフクウも率先して面倒を見ているが、自分が化け物呼ばわりした存在だとは気付いていなかった。不二との戦いでミズキとの融合を行うがミカサほど暴走せずに「力」を剣に変えるなど、かなり使いこなしていた（もっとも、本人は「愉しすぎてまずい」と言っていた）。
宮森 延寿（みやのもり えんじゅ）
宮森家の三姉弟の次男。年齢に関わらずデジカメやパソコンを使いこなすデジタル爺さん。「過去に傷を持っている」など、心に影のある特定の人物を引き寄せて誑かす「天然ジゴロ」で「厄病神」。彼に関わって、不幸にならなかった者はおらず、そうなりながら被害者は皆「満足げな顔」だったと言う（ミカサ曰く、「狂かす（誑かすの語源）」）。定期的に女性の訪問（夜這い?）を受けていたが、後に「ファンクラブ」なる共同体が形成されていたことが明らかとなる。ムサシ曰く、「大奥か!!」。
その力の正体は普段は流した前髪に隠している左眼「妖眼」の能力。かつて古の指導者が持っていた「究極の人誑し」と評される代物で「王の眼」とも呼ばれる。若返った状態で本気を出すと「老若男女」問わないどころか「死人すら従える」力を発揮する。
この様な力を生まれ持っていたため、幼少時から「ある程度力を抑えられる様になるまで」宮の杜の結界から出られない生活だった。若い頃は「他者が自分に従わない」のを許せないという傲慢な性格だったが老いてからは「面倒くさくなったため」か、意図的に他者に嫌われようとする「露悪的」な面が目立つ様になった。また、自身の力を拒んだ実済智の主に対しては「かわいい子ヘビちゃん」と呼ぶなど若干の執着が生じており、不二を通して得た情報の一部を身内にも明かさず、身辺整理をした上で敵方に寝返った。現在は敵方のアジトらしき場所に居り、10代半ばくらいの姿になっている。
松川 小鳥（まつごう ことり）
水城の学友。年齢の割には小柄だが、押し出しの強い性格。帽子がトレードマークで「通称・マツ」。コンプレックスがあるのか名前で呼ばれるのを嫌う。周囲を巻き込みながら引っ張る行動力を持ち、水城を「イジリがいのあるオモチャ」と公言するなど一見ガサツに見える態度を取るが、水城を心底気遣う親友。宮の杜を狙って送り込まれたフクウに襲われ一度死亡するが、水城の手で蘇生した。その際に一度10年近く若返ってしまい、事情を説明された後スザクによって本来の年齢に戻されたが、中学時代に負った古傷が消えるなど「時間を巻き戻して進めた」影響が生じた。
童顔は父親似らしく、温泉ホテルのオーナーである父・青山 匠（母親とは離婚済み）も50代ながら20歳そこそこにしか見えず、ダブルのスーツがブレザーに見える。
姿が変わってしまった水城が講義に出席できるように「全身整形手術を受けた」という噂を流した。
大町 日和（おおまち ひより）
水城の学友。小鳥の行動に冷静なツッコミを入れる。長身で眼鏡を掛けている「通称・マチ（小鳥のみ「大町（デカマチ）」と呼ぶ）」。水城の現状を聞いても同じく冷静に対処し、その状況に興味津津。過去は不明だが延寿の能力に反応するタイプ。
弁護士をしている母・ひばりが強盗に遭って死亡したが、犯人は以前ミズキが轢き逃げから助けた人間だった（当初はその事実を知らなかったが、5巻で告白されている）。しかし、ミズキが過去に干渉した結果として彼女の死亡事件自体が「なかったこと」になっている（前述の犯人も別件で逮捕されていた）。
フクウ（不空）
宮の杜を狙う実済智の主に使わされた「夜叉」と呼ばれるスザクたちの同類。元々は南方の島にあるジャングルで相棒の「不二」と暮らしていたが、実済智の光に捕らわれて使役されていた。少年の姿をしているが、本人が激痛に襲われるはずの時を食う攻撃を躊躇なく仕掛け「スザク/水城」を戦いで圧倒する。しかしトドメを刺そうとしてスザク同様水城に取り込まれてしまった。同化中はスザク同様「ミズキの許可を得ること」で主体をとることが出来、その際には外見がフクウに近い形に変化した。どのような術が施されているのか不明だが言語によるコミュニケーションが取れない（人間の言語を聞いて理解することはできる）。
フクウ自身は男の子だったため、水城に「生える」ことになったが水城が強く拒絶したことで小型のイタチの様な姿に分離された。分離はしたが水城とは繋がっており、一定以上の距離を離れることは出来ない。同化中は「チョン切られ」そうになったり、小鳥に「見られて嘲られたり」した挙句、分離後は「フク」と名付けられてペット扱いされ涙にくれる。在宅中はムサシ、外出中は日和が良く面倒を見ている。そのためか離れることができないミズキ（スザク）を除けばこの2人に最も懐いている。
「主」である存在の命令で宮森（宮の杜）の地にある「結界の要」を探しているが、ミズキたちに情が移っている模様。謎の雲水に攫われた延寿救出の際、ミカサと入れ替わりで分離、人型に戻り別行動も可能となるが、ミズキとの繋がりは完全には切れていない。
不二（ふに）
南方の島にあるジャングルで不空と共に暮らしていた夜叉。不空を妙齢の女性にした感じの姿で、左右の瞳の色が違うオッドアイ（右：緑・左：金）。不空にとっては母か姉に相当する存在。実済智の光に捕らわれた際に不空に対する人質とされていた。
延寿が攫われた騒ぎの後、捕らえられていた「『実済智の光』の中央主殿ごと行方不明になっていたが、何者かのコントロールを受けた状態で現れる。再会した不空に容赦ない攻撃を加え、駆けつけたムサシと戦い、延寿と接触して妖眼に呑まれかけるも自ら目を潰して逃れる。その後近隣のマンション一棟分の人間から時を食って再び接敵するが、ミズキと融合したムサシに取り押さえられる。
強制的なコントロールを解除できないかとミズキが取りこむが、不二その物が「敵」の仕掛けた罠であった。取りこまれたミズキの中で自爆同然の現象を起こすが、ミズキがどうにかしたのか以前の不空のような小動物の姿になった。
旦月（たんげつ）
宮森家の土地を求めて日参してくる地上げ屋「青山不動産」の営業。常に笑みを浮かべ非常に慇懃な物腰だが、ヤク中の舎弟を連れているなど掴みどころのない人物。ミカサとの交渉で乙金を引っ張りだす羽目になり、時間稼ぎに始末された所をミズキに救われる。
左腕にイレズミ状の意志を持つ正体不明の「何か」を飼っており、それの助言を受けてこれまで危難をくぐり抜けてきた。なし崩し的に宮森家に居候することになり、身元を誤魔化す意味もあってか、カマドに時を喰われて老人の姿に変えられて雑役夫のようなことをしている。
乙金に殺された際に「勤め先」の厄介ごとを押し付けられて死んだことにされていた（延寿調べ）が、歴史が書き換って以降は知り合いが自分を知らない状態。
イレズミ（仮称）
元はとある山寺の住職を務める僧侶の体に代々寄生していた正体不明の存在。十代の頃の旦月が当時の住職を撲殺した際に旦月の体（左上腕部）に寄生した。「敵」が放った式を握りつぶす程度の力はある。
代々坊主に取り憑いていただけあって知識はある他、危機察知能力も高く旦月を要所要所で導いてきた。
タカ
旦月の舎弟。最初は典型的な交渉時の「脅し役」かと思われたが、麻薬（大麻）中毒者でトチ狂って宮森家に放火しようとした挙句水城を刺し殺した。スザクが水城を喰らおうとしたついでにカマドに喰われて消滅した。
「親会社」に当たる所から預けられたドラ息子だったようで行方不明になった際には旦月がとばっちりを喰った。
埴安 秋葉（はにやす あきは）
延寿が探し当てた「宮森家に関する情報を記した古文書」の持ち主である埴安家の子供。保護者である祖母が「敵」の呪によって骸と化したため、延寿の手で呪を解かれた結果死亡した。その際に警察沙汰を避けるために「妖眼」の餌食となり、「心の広辞苑の項目は全て延寿」という状態になった。
女物の浴衣に髪をツインテールに結っているが、れっきとした「男の子（しかもかなりの女好き）」で周囲の女性にも手を出してはお仕置きに（死なない程度に）時を喰われている。
資産家である埴安家の財産を管理するための教育を受けており、祖母が亡くなった時点で本家の資産を独占した状態にある。そのため財産を狙う親戚連中に命を狙われるほどだが、相応の報復を企むなど図太い性格。
実済智のあるじ（みづちのあるじ）
新興宗教『実済智の光』の教祖。信者からは「教祖様」あるいは「あるじ様」と呼ばれる。かなり昔から、自らの手足として動く組織を必要とし、失敗を重ねた末に教団を持つに至ったとのこと。ほとんどの場合、依り代となる人物に憑依して活動しているようである。本体と言える身体は幼女の姿をしているが、本来の肉体なのか依り代なのかは不明（本人は本体の身体を「依り代」とは区別して「寄り坐」と呼んでいる）。夜叉を見下すなど、かなり尊大な性格。ミズキが歴史を変えたことで教団その物が存在していなかった形になっていて、所在不明だったが、羅睺の番衆による過去からの干渉によって以前とは別の形で干渉している。
乙金 まどか（おとがね まどか）
「敵」の代理人として現われた女。妙齢の美人だが演出過剰な態度で言葉は棒読み、常に目を見開いてどこにも視線が合っていない。また、言葉や態度の端々で相手を怒らせることにかけては天才的。延寿曰く「ポリゴン」というほど非人間的だが、瀕死の重傷を負った際もそのまんまだったので、どうも作っているわけではなくこれが素の性格のようである（教祖も性格には呆れているフシがある）。教団の導師であり、教祖の寄り代として最高の能力をもっている。
ミズキが歴史を変えたことで教団その物が存在していなかった形になっていたが、ミズキによって蘇生されていたことで変化前の記憶を持ったまま取り残されていた。宮森家の玄関先にテントを張って居座り、生活設備（電気や飲料水の供給、トイレ・シャワーの使用権）と引き換えに法具や情報を交換していたが、延寿の後を着けて主と合流した。

## 用語
時（しだ）
スザクやカマド、フクウたちが生きて行くために「喰う」他者が生きて行くために定められた《寿命》の様な物。人間から喰ったり、与えたりすることで対象の年齢を加減し肉体を再生することもできる（“形さえ残って入れは”再生することは不可能ではない）。
通常、時を喰ったりやり取りしたりする場合「素肌で出来るだけ表面積を広く触れて」いないとかなりの「痛み」が生じるが、充分な面積が触れていれば「かなり気持ち良い」らしい。
前述の三者は「人間（もしくは同類）の時」しか喰うことは出来ないがスザクを取り込んだ後の水城は生物全般のみならず物質の時を喰うことが出来る。
実済智のあるじ曰く「禁忌」と言われており、（ミズキたちの周囲ではすでにスナック感覚だが）「時をやり取りしてその結果生きている者」にはなんらかのデメリットがあるとされていたが、歴史が書きかえられた際に「書き換えられる前の記憶を保持している（と言うより書き換えられた歴史を知らない）状態」となることが明らかとなる。
夜叉（やしゃ）
宮の杜を狙うモノがスザク、カマド、フクウ等を指して呼ぶ名前。延寿の客観的観察によれば「似た様な能力」を持つが「同質の存在」とは限らない模様。
人間を遥かに上回る膂力と何らかの特殊能力を持つようだが、時を喰い続けなければ消えてしまう。人間同様の味覚を持ち食事をとることも可能だが「足しになる」程度。
カマドの記憶から判明したところでは、仕掛けに取り込んだ多くの異能者を潰し合わせた末に敗れた者は材料、最後まで生き残った者を「核」としてまとめられた存在。
骸（むくろ）
「敵」が使う呪術で操る人形。使われている術式は以前朱雀が出くわした「僧」の物によく似ているらしい。
宮の杜（みやのもり）
宮森家の存在する土地で三姉弟の二代ほど前まで「水土神宮（みづちじんぐう）」と呼ばれる神社だったらしいが、詳しいことは「不自然なくらい解らない」状態。
敷地内には「天地の繭（あめつちのまゆ）」と呼ばれる結界が張られており、人間以外の存在は「招かれなければ」入ることはできない他、千里眼や妖眼などの異能持ちを保護する効果もある（異能の持ち主が未熟な場合、自他双方への影響が大きすぎるため）。
敷地の中央にある池に結界の要となるものが存在するが、普段は誰もそこにたどり着けず、「式」などによって一時的に結界を消すくらいしかできない。
実済智の光（みづちのひかり）
宮の杜（宮森家の土地）を狙う正体不明の存在であったが、秋葉が金に物を言わせて調べ、その名と本拠地が明らかになっている。表向き新興宗教の教団の形をとっており、乙金の言によれば、信者は全て女性のようである。人間の不動産業者（旦月）を動かして土地を手に入れようとしていたが、スザクやカマドが現れたことで呪で縛った夜叉・フクウを送りこんできたり骸を用いたりして仕掛けてくる。呪を用いて夜叉であるフクウを支配したり、時を奪うなどもできるようでその目的は不明。信者は大半が一般人のようであるが、乙金を始めとしてほとんど狂信者で、教祖と教団のためなら躊躇わずに自爆攻撃をするほどである。ミズキたちが「歴史を変えた」ことで「最初から存在しなかった」ことになっていた。
羅睺の番衆（らごうのばんしゅう）
「ひとでないモノの総代」を名乗り、「羅睺（らごう）」と呼ぶ存在を見張っている。対象となる存在を滅ぼすことが目的と言う訳ではないようだが、そのために異能者や人外を警報装置の様に使い、場合によっては処分することからスザクは途轍もない「悪意」を感じている。
羅睺（らごう）
作品中盤から出てきたが、詳しくは不明だが「良くないモノ」として扱われていた。正体は宇宙をさまよいながら行き当たったモノを「喰らい」、またさまよい続ける存在。

## 書誌情報
- 六道神士 『デスレス』少年画報社〈ヤングキングコミックス〉、全12巻
  1. 2010年10月21日初版発行、2010年10月07日発売 ISBN 978-4-7859-3479-8
  2. 2011年03月18日初版発行、2011年03月04日発売 ISBN 978-4-7859-3579-5
  3. 2011年07月04日初版発行、2011年06月20日発売 ISBN 978-4-7859-3643-3
  4. 2012年03月14日初版発行、2012年02月29日発売 ISBN 978-4-7859-3794-2
  5. 2012年08月22日初版発行、2012年08月08日発売 ISBN 978-4-7859-3892-5
  6. 2013年05月14日初版発行、2013年04月30日発売 ISBN 978-4-7859-5037-8
  7. 2013年10月14日初版発行、2013年09月30日発売 ISBN 978-4-7859-5136-8
  8. 2014年05月09日初版発行、2014年04月25日発売 ISBN 978-4-7859-5273-0
  9. 2014年12月13日初版発行、2014年11月25日発売 ISBN 978-4-7859-5430-7
  10. 2015年05月30日初版発行、2015年05月16日発売 ISBN 978-4-7859-5546-5
  11. 2016年05月14日初版発行、2016年04月30日発売 ISBN 978-4-7859-5765-0
  12. 2016年05月14日初版発行、2016年04月30日発売 ISBN 978-4-7859-5766-7